# Didymoplexis minor
Didymoplexis minor är en orkidéart som beskrevs av Johannes Jacobus Smith. Didymoplexis minor ingår i släktet Didymoplexis och familjen orkidéer.
Artens utbredningsområde är Java. Inga underarter finns listade i Catalogue of Life.